# Schoberköpfe
Die Schoberköpfe sind mehrere gratförmig angeordnete Gipfel am Ostrand des Hochkönig-Plateaus in den Berchtesgadener Alpen, die einen halbkreisförmig gebogenen, nach Osten zum Salzachtal hin sich öffnenden Kamm bilden:
- Südwestlicher Schoberkopf (2708 m ü. A.[1])
- Östlicher Schoberkopf (2666 m[1])
- Teufelskirche, auch Teufelskirchl (2520 m[2]), ein dem Östlichen Schoberkopf vorgelagerter Felsturm.

Die relativ steilen, 200–300 m hohen Südwände fallen in das schottrige Eiskar ab und steigen gegenüber in der markanten, einzelstehenden Torsäule wieder auf 2588 m an. Etwas westlich des Grates, beim Schoberschartl (2579 m), endet der Plateaugletscher der Übergossenen Alm, der einen Teil der Hochkönig-Gipfelflur einnimmt.

## Anstiege
Die erste bekannte touristische Ersteigung der Schoberköpfe wurde am 29. Juni 1882 durch Ludwig Purtscheller durchgeführt, er veröffentlichte jedoch keinen Bericht über die Tour. Die beiden Schoberköpfe sind von der Hochfläche her in leichter Kletterei weglos erreichbar, der Normalweg auf die Teufelskirche erfordert aber bereits Kletterei im Schwierigkeitsgrad IV. Sonst bieten die Schoberköpfe an ihrer Südseite eine Fülle von Klettertouren.